# Metro (Indonesien)
Metro är en stad i provinsen Lampung på södra Sumatra i Indonesien och har cirka 170 000 invånare. Bland näringar märks odling av ris, peppar och jordnötter.